# Видеодром
«Видеодром» (англ. Videodrome) — канадский художественный фильм, поставленный режиссёром Дэвидом Кроненбергом по собственному сценарию. Фильм вышел в прокат в США и Канаде 4 февраля 1983 года.

## Сюжет
Макс Ренн — директор маленького телевизионного канала СивикТВ. Его станция ловит сигнал канала, по которому показывают пытки и убийства. В поисках источника этого сигнала Ренн знакомится с профессором Брайаном О’Бливионом, который общается исключительно монологами на видеокассете.
В процессе поиска Ренна начинают мучить галлюцинации, включая отверстие в его животе, куда враги вставляют полуживые, шевелящиеся и пульсирующие видеокассеты, с помощью которых его программируют. Чем дальше, тем больше эти кассеты становятся похожи на опухоли. Становится всё менее и менее ясно, что является реальностью, а что — галлюцинацией. Ренн узнаёт, что таинственное шоу скрывает специальный сигнал «Видеодром», который вызывает в зрителе опухоль, от которой и начинаются галлюцинации.
Наконец враги программируют Ренна убить своих бывших партнёров, что он и делает с помощью пистолета, причудливо сросшегося с кистью правой руки, которую он прячет в расщелине в своем животе. Когда он пытается убить и дочь О’Бливиона, она его убеждает бороться против «Видеодрома». Он убивает своих врагов и скрывается на заброшенном корабле. Там к нему приходит видение телевизора, из которого его бывшая любовница зовёт его убить Видеодром и превратиться в «новую плоть» и показывает видение, в котором он, Ренн, встаёт на колени, прикладывает к голове пистолет, говорит «смерть Видеодрому, да будет новая плоть» и убивает себя, после чего телевизор взрывается и из него вываливаются человеческие внутренности. Тогда Ренн повторяет увиденное, нажимает на спусковой крючок, и экран гаснет, на чём фильм заканчивается.

## В ролях
| Актёр         | Роль             |
| ------------- | ---------------- |
| Джеймс Вудс   | Макс Ренн        |
| Дебора Харри  | Никки Бранд      |
| Соня Смитс    | Бьянка О’Бливион |
| Питер Дворски | Харлан           |
| Лесли Карлсон | Барри Конвекс    |
| Джек Крили    | Брайан О’Бливион |
| Линн Горман   | Маша             |
| Джули Ханер   | Брайди           |

## Производство
Съёмки фильма проходили в Торонто в течение двух месяцев.

## Награды и номинации
- 1984 — премия за лучший научно-фантастический фильм Брюссельского кинофестиваля (Дэвид Кроненберг)
- 1984 — премия Канадского общества кинооператоров (Марк Ирвин)
- 1984 — премия «Джини» за лучшую режиссуру (Дэвид Кроненберг)
- 1984 — 7 номинаций на премию «Джини»: лучший сценарий (Дэвид Кроненберг), лучший актёр второго плана (Лесли Карлсон и Питер Дворски), лучшая актриса второго плана (Соня Смитс), лучшая операторская работа (Марк Ирвин), лучший монтаж (Рональд Сандерс), лучшая работа художника (Кэрол Спир)